# Nina Kiriki Hoffman
Nina Kiriki Hoffman, née le 20 mars 1955 à San Gabriel en Californie, est une écrivaine américaine de fantasy, science fiction et horreur.

## Biographie
Nina Kiriki Hofman naît 20 mars 1955, à San Gabriel (Californie). Elle étudie au Santa Barbara City College puis à l'université de l'Idaho où elle obtient un diplôme en 1980. 
En plus de l'écriture, Hoffman enseigne, travaille à temps partiel dans une librairie et realise des travaux de production pour The Magazine of Fantasy and Science Fiction. 
Violoniste accomplie, elle joue régulièrement dans diverses granges près de chez elle à Eugene, Oregon. Elle vit à Eugene (Oregon), son frère est le musicien Kristian Hoffman.

## Carrière
Nina Kiriki Hoffman publie ses premières nouvelles en 1975. En 1983, elle est publiée dans Asimov's Science Fiction, un magazine d'importance nationale. Depuis, plus de 200 histoires sont parues dans diverses anthologies et magazines. 
Sa nouvelle A Step Into Darkness (1985) gagne le prix Écrivains du futurs L. Ron Hubbard et paraît dans la première anthologie Writers of the Future. Son deuxième recueil de nouvelles, Courting Disasters and Other Strange Affinities, est nommé au prix Locus 1992.
Ses romans courts sont primées : Unmasking est finaliste du prix World Fantasy 1993, Haunted Humans, publiée dans The Magazine of Fantasy & Science Fiction, est finaliste du prix Nebula 1995 et Trophy Wives gagne le prix Nebula 2008. 
Son premier roman, The Thread That Binds the Bones, gagne le prix Bram-Stoker du meilleur premier roman. Elle écrit d'autres romans dont The Silent Strength of Stones, A Fistful of Sky et A Stir of Bones. Ses œuvres les plus connues sont souvent situées dans le Nord-Ouest Pacifique ou la Californie du Sud et concernent des personnes, voire des familles entières, ayant des pouvoirs magiques. Ces histoires sont comparées à celles de Zenna Henderson and Ray Bradbury.

## Œuvres

### Romans
- (en) Child of an Ancient City, 1992Écrit avec Tad Williams.
- (en) The Thread That Binds the Bones, 1993Prix Bram-Stoker du meilleur premier roman)
- (en) The Silent Strength of Stones, 1995Finaliste du prix Nebula et prix World Fantasy
- (en) Body Switchers from Outer Space, 1996Ghosts of Fear Street de R. L. Stine
- (en) Why I'm Not Afraid of Ghosts, 1997Ghosts of Fear Street #23 de R. L. Stine
- (en) I Was A Sixth Grade Zombie, 1998Ghosts of Fear Street #30 de R. L. Stine
- (en) Echoes, 1998Écrit avec Kristine Kathryn Rusch et Dean Wesley Smith. Star Trek: Voyager #15
- (en) Third Wheel, 1999Collection Sweet Valley Jr. High
- (en) A Red Heart of Memories, 1999Finaliste du prix World Fantasy
- (en) Past the Size of Dreaming, 2001
- (en) A Fistful of Sky, 2002
- (en) A Stir of Bones, 2003
- (en) Catalyst: A Novel of Alien Contact, 2006Nommé au prix Philip K. Dick
- (en) Spirits That Walk in Shadow, 2006
- (en) Fall of Light, 2009
- (en) Thresholds, 2010
- (en) Meeting, 2011